# حزقيال كارلوس بلانكو فرنانديز
حزقيال كارلوس بلانكو فرنانديز (بالإسبانية: Juan Carlos Blanco Fernández) هو دبلوماسي ومحامي وسياسي أوروغواني، ولد في 1847 في مونتفيدو في الأوروغواي، وتوفي في 1910. حزبياً، نشط في حزب كولورادو. وقد انتخب عضو المجلس النيابي الأوروغوياني ‏.